# Mimoides protodamas
Mimoides protodamas är en fjärilsart som först beskrevs av Jean Baptiste Godart 1819.  Mimoides protodamas ingår i släktet Mimoides och familjen riddarfjärilar. Inga underarter finns listade i Catalogue of Life.

## Bildgalleri

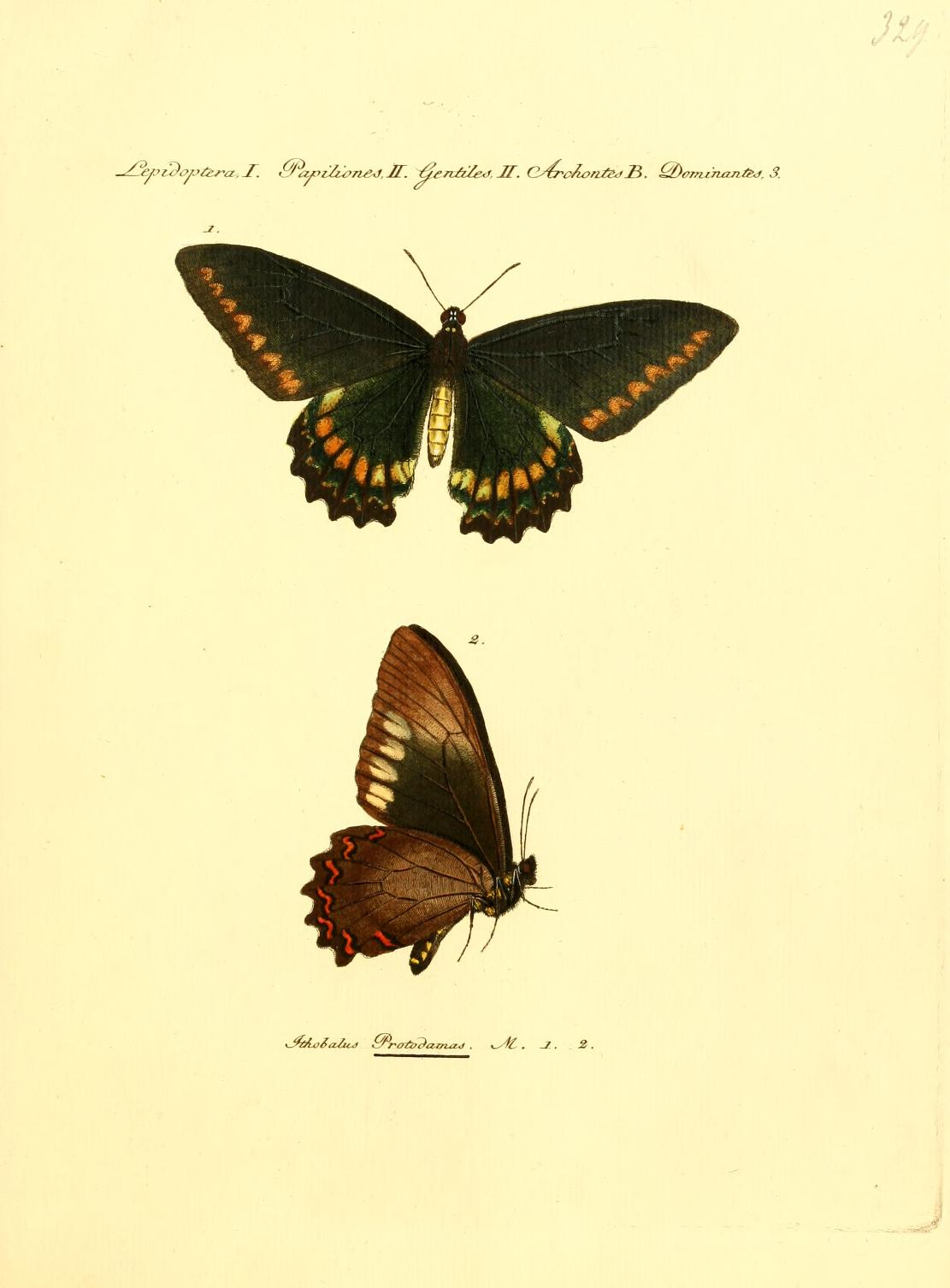
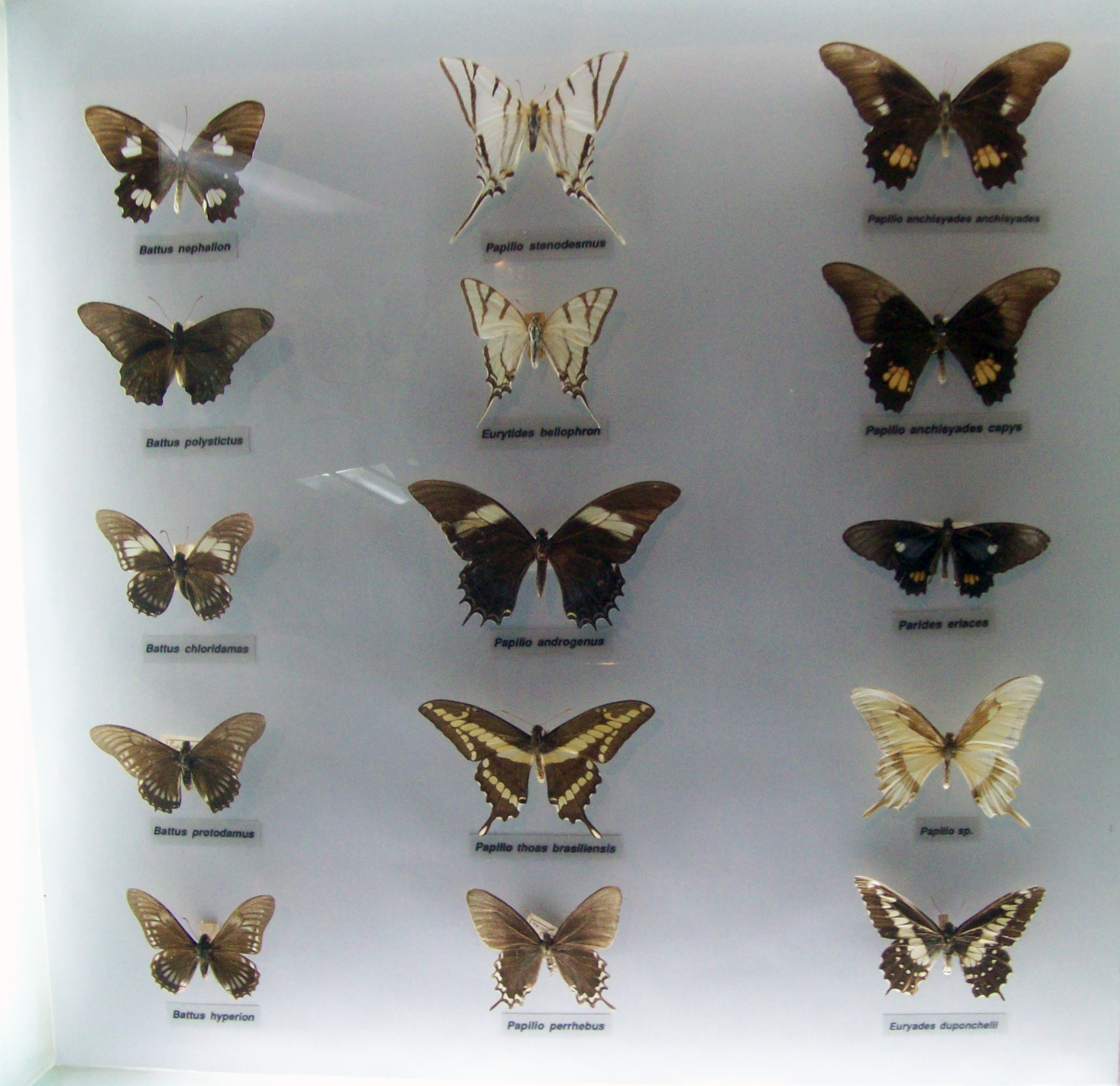